# نهر نيزك
نهر نيزك: يقع في سامراء، حفره الخليفة العباسي المتوكل، يحمل الماء من نهر النهروان ويتجه شرقاً إلى (قصر) الحير ((نسبة إلى أحد ملوك الحيرة، واصبح فناً معمارياً سمي بالحيري والكمين والأروقة، وقد وهبه الخليفة المستعين فيما بعد إلى وزيره أحمد بن الخصيب، وكانت أمامه دكة تقع على بركة ماء مربعة)) حيث قام المتوكل بتوسعة هذا القصر وأنشأ فيه حديقة واسعة للحيوانات، تزيد مساحتها على عشرين ألف دونم والتي تعرف بحير المتوكل، وبذلك أمن إرواء الحير الجديد الواسع وحدائقه سيحاً. وتتفرع من نهر نيزك عدة فروع من ضفته الغربية لتسقي أراضي المطيرة وبركوارا، جنوبي سامراء. وقد أنشأ المتوكل في الطرف
الجنوبي لهذا المتنزه قصراً يشرف على بركة ماء واسعة ينتهي إليها نهر نيزك، وعرف هذا القصر بقصر الدكة وأحياناً سمي قصر الحير الذي يبلغ طوله 165 متراٌ وعرضه 125 متراً، أي ان مساحته كانت تربوا على عشرين ألف متر مربع.
وكان الخليفة المتوكل قد شيد قصر الحير قريباً من الدكتين المنشأتين على البركة الجعفرية التي تعرف باسم البركة الحسناء، والحير كان موضعاً لتنزهات الخليفة ولأنسه كذلك، والحير كان متصلاً بقصر الخليفة. والشاعر البحتري قد أشار في قصيدة له إلى القصر المشيد قرب الدكتين والحير ونهر النيزك الذي يزود الحير بالماء فقال:
وقال أيضًَا:
وكذلك قال:
وأورد الطبري نهر نيزك في تاريخه عن احداث سنة 254 ه‍، حيث قال:«فلما وافى المعتز بمن معه الكرخ (كرخ سامراء) اجتمع مع بايكباك أهل الكرخ وأهل الدور ثم اقبلوا مع المعتز إلى الجوسق بسامرا وبلغ ذلك بغا فخرج بغلمانه وهم زهاء خمسمائة ومثلهم من ولده وأصحابه وقواده وصار إلى نهر نيزك ثم تنقل إلى مواضع ثم صار إلى السن ومعه من العين تسع عشرة بدرة دنانير ومائة بدرة دراهم أخذها من بيت ماله وبيوت أموال السلطان فأنفق منها شيئاً يسيراً حتى قتل».